# عبد الرزاق الكيلاني
عبد الرزاق الكيلاني ولد في 25 يونيو 1954 في تونس العاصمة، هو محامي وسياسي ودبلوماسي تونسي، شغل منصب عميد الهيئة الوطنية للمحامين بتونس.

## السيرة الذاتية
ولد الكيلاني لأب تاجر وفلاح، وترعرع في مدينة قابس. في 1978، بدأ مزوالة تعليمه العالي وتحصل على شهادة الدراسات المعمقة في القانون الخاص والقضائي من جامعة غرينوبل، ثم تحصل على شهادة الدراسات العليا المتخصصة في التأمين من جامعة ليون عام 1979. في 1990، انتخب لرئاسة الجمعية التونسية للمحامين الشبان، وبعدها بعامين شارك في تأسيس اتحاد المغرب العربي للمحامين الشبان.

في 1992 في نيويورك، وبدعوة من رمزي كلارك، عين قاضيا في محاكمة جرائم الحرب والجرائم ضد الإنسانية التي قامت بها إدارة الرئيس جورج بوش الأب أثناء حرب الخليج الثانية. كان عضوا منتخبا في الهيئة الوطنية للمحامين بتونس بين 1998 و2007، ثم رئيس فرعها الجهوي في تونس العاصمة، قبل أن ينتخب في 2010 على رأس الهيئة الوطنية كعميد للمحامين التونسيين.

أثناء الثورة التونسية التي أدت لسقوط نظام الرئيس زين العابدين بن علي في 14 يناير 2011، كان الكيلاني في الصفوف الأولى، وشارك في مسيرة المحامين بتونس العاصمة ضد النظام كعميد للمحامين والتي أقيمت في 13 يناير. طلب من رئيس الجمهورية في مكالمة هاتفية تاريخية وقف المذبحة وإدخال الجيش الوطني التونسي للدفاع عن المحتجين من أيدي الشرطة.

في 2011، تحصل الكيلاني على الميدالية الشرفية لعمادة المحامين بمدريد، قبل أن يؤسس ويترأس مرصد شاهد لمراقبة الانتخابات. في نوفمبر 2011، تحصل على جائزة لودوفيك تراريو الدولية لحقوق الإنسان المقدمة من قبل مجلس عمادات المحامين الأوروبية بصفته عميد المحامين بتونس.

في 24 ديسمبر 2011، عين كوزير منتدب لدى رئيس الحكومة مكلف بالعلاقة مع المجلس الوطني التأسيسي التونسي وذلك في حكومة حمادي الجبالي، وقدم إذا استقالته من منصبه في عمادة المحامين. في يناير 2012، ترأس الكيلاني الدورة 23 من المسابقة الدولية لمرافعات حقوق الإنسان في نصب كاين التذكاري.

انتهت مهامه كوزير في 13 مارس 2013. في 11 أكتوبر الموالي، تسلم أوراق اعتماده كسفير وممثل دائم لتونس لدى مكتب الأمم المتحدة في جنيف، المنصب الذي شغله حتى 14 أكتوبر 2014.

في 22 سبتمبر 2014، قدم ملفه للترشح للانتخابات الرئاسية التونسية 2014، وتحصل على 077 10 صوت بنسبة 0.31% من الأصوات.

من جهة أخرى، عبد الرزاق الكيلاني هو الرئيس المؤسس لجمعية قدامى طلبة غرينوبل (Association des anciens étudiants de Grenoble)، ولاعب قديم بين 1967 و1973 في الترجي الرياضي التونسي وعضو مكتبه، وكذلك عضو مؤسس لفريق المحامين لكرة القدم وأحد لاعبيه.

## اعتقاله
في 2 مارس 2022، أصدر قاضي تحقيق في المحكمة العسكرية بتونس بطاقة إيداع في السجن في حق عميد المحامين السابق عبد الرزاق الكيلاني وذلك بعد ساعات من التحقيق معه على خلفية اتهامات له من بينها «الانضمام إلى جمع من شأنه الإخلال بالرّاحة العامّة قصد التعرّض لتنفيذ قانون» و«هضم جانب موظّف عمومي بالقول والتهديد حال مباشرته لوظيفته» و«محاولة التّسبب بالفوضى والخزعبلات في توقّف فردي أو جماعي عن العمل والصّد عن العمل وتحريض الأمن على العصيان».. وذلك على خلفيّة نقاش دار بينه وبين الأمنيين الذين كانوا موجودين يوم 2 يناير 2022 أمام مستشفى الحبيب بوقطفة بولاية بنزرت، حيث كان يقبع موكّله القيادي بحركة النهضة، نور الدين البحيري بعد تدهور حالته الصحية بعد ساعات من وضعه قيد الاقامة الجبرية.
وفي 21 مارس 2022، قرر قاضي التحقيق العسكري الإفراج عن العميد السابق الكيلاني، وغادر الأخير على إثر هذا القرار محبسه.

## الحياة الخاصة
عبد الرزاق الكيلاني هو عضو سابق في مكتب الجامعة التونسية لكرة المضرب. لديه ثلاثة أولاد: 
- وائل إبنه الأكبر هو بطل تونس في التنس (وبطل أفريقيا في فردي الناشئين وزوجي الشباب) ودرس إدارة الأعمال في جامعة جنوب فلوريدا.
- فارس إبنه الأوسط فائز بالدورة 11 لكأس قرطاج (Carthago Cup) في يوليو 2011 ويدرس في جامعة سامفورد (الولايات المتحدة) ويلعب فيها.
- ماجد إبنه الأصغر هو بطل أفريقيا للناشئين.

## منشورات
- المحامون في تونس: من مقاومة الإستبداد إلى ثورة الحرية والكرامة، تونس، 2016.

## مقالات ذات صلة
- حكومة حمادي الجبالي